# Chất hoạt động bề mặt

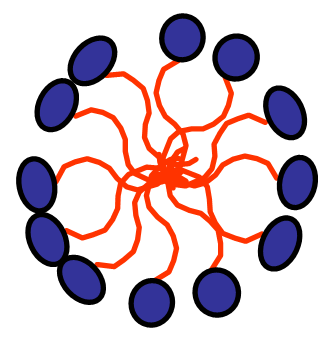
Một mixen với phần đầu kị nước hoà tan trong dầu, trong khi phần ưa nước hướng ra phía ngoài

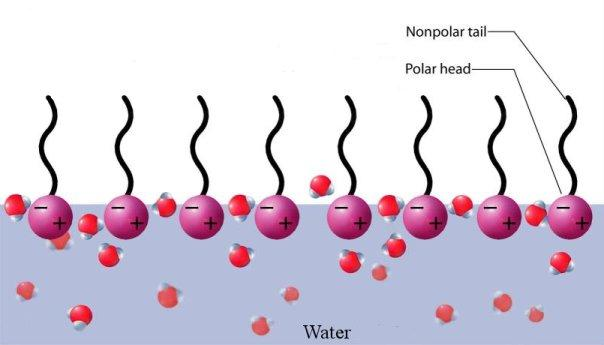

Chất hoạt động bề mặt (tiếng Anh: Surfactant, Surface active agent) đó là một chất làm ướt có tác dụng làm giảm sức căng bề mặt giữa hai chất lỏng hoặc giữa một chất lỏng và một chất rắn. Là chất mà phân tử của nó phân cực: một đầu ưa nước và một đuôi kị nước.

## Đặc điểm
Chất hoạt động bề mặt được dùng giảm sức căng bề mặt của một chất lỏng bằng cách làm giảm sức căng bề mặt tại bề mặt tiếp xúc (interface)của hai chất lỏng. Nếu có nhiều hơn hai chất lỏng không hòa tan thì chất hoạt hóa bề mặt làm tăng diện tích tiếp xúc giữa hai chất lỏng đó. Khi hòa chất hoạt hóa bề mặt vào trong một chất lỏng thì các phân tử của chất hoạt hóa bề mặt có xu hướng tạo đám (micelle, được dịch là mixen), nồng độ mà tại đó các phân tử bắt đầu tạo đám được gọi là nồng độ tạo đám tới hạn. Nếu chất lỏng là nước thì các phân tử sẽ chụm đuôi kị nước lại với nhau và quay đầu ưa nước ra tạo nên những hình dạng khác nhau như hình cầu (0 chiều), hình trụ (1 chiều), màng (2 chiều). Tính ưa, kị nước của một chất hoạt hóa bề mặt được đặc trưng bởi một thông số là độ cân bằng ưa kị nước (tiếng Anh: Hydrophilic Lipophilic Balance-HLB), giá trị này có thể từ 0 đến 40. HLB càng cao thì hóa chất càng dễ hòa tan trong nước, HLB càng thấp thì hóa chất càng dễ hòa tan trong các dung môi không phân cực như dầu.

## Phân loại
Tùy theo tính chất mà chất hoạt hóa bề mặt được phân theo các loại khác nhau. Nếu xem theo tính chất điện của đầu phân cực của phân tử chất hoạt hóa bề mặt thì có thể phân chúng thành các loại sau:
- Chất hoạt hóa ion: khi bị phân cực thì đầu phân cực bị ion hóa.
  - Chất hoạt hóa dương: khi bị phân cực thì đầu phân cực mang điện dương, ví dụ: Cetyl trimêtylamôni bromide (CTAB).
    - Cetyl trimetylammonium bromide (CTAB)
    - Cetyl pyridinium chloride (CPC)
    - Polyethoxylated tallow amin (POEA)
    - Benzalkonium chloride (BAC)
    - Benzethonium chloride (BZT)

  - Chất hoạt hóa âm: khi bị phân cực thì đầu phân cực mang điện âm
    - Natri dodecyl sulfat (SDS), amoni lauryl sulfat, và các muối ankyl sulfat khác
    - Natri laureth sulfat, hay natri lauryl ete sulfat (SLES)
    - Ankyl benzen sulfonat
    - Xà phòng và các muối của acid béo
- Chất hoạt hóa phi ion: đầu phân cực không bị ion hóa, ví dụ: Ankyl poly(êtylen oxide).
  - Ankyl poly(etylen oxide)
  - Copolymers của poly(etylen oxide) và poly(propylen oxide) (trong thương mại gọi là các Poloxamer hay Poloxamin)
  - Ankyl polyglucozit, bao gồm:
  - Octyl glucozit
    - Decyl maltosit

  - Các rượu béo
    - Rượu cetyl
    - Rượu oleyl

  - Cocamit MEA, cocamit DEA
- Chất hoạt hóa lưỡng cực: khi bị phân cực thì đầu phân cực có thể mang điện âm hoặc mang điện dương tùy vào pH của dung môi, ví dụ: Dodecyl đimêtylamin oxide.
  -     - Dodecyl betain
    - Dodecyl dimetylamin oxide
    - Cocamidopropyl betain
    - Coco ampho glycinat

## Ứng dụng
Chất hoạt hóa bề mặt ứng dụng rất nhiều trong đời sống hàng ngày. Ứng dụng phổ biến nhất là bột giặt, sơn, nhuộm...
Ngoài ra những ứng dụng trong các lĩnh vực khác như
- Trong công nghiệp dệt nhuộm: Chất làm mềm cho vải sợi, chất trợ nhuộm
- Trong công nghiệp thực phẩm: Chất nhũ hóa cho bánh kẹo, bơ sữa và đồ hộp
- Trong công nghiệp mỹ phẩm: Chất tẩy rửa, nhũ hóa, chất tạo bọt
- Trong ngành in: Chất trợ ngấm và phân tán mực in
- Trong nông nghiệp: Chất để gia công thuốc bảo vệ thực vật,
- Trong xây dựng: Dùng để nhũ hóa nhựa đường, tăng cường độ đóng rắn của bê tông
- Trong dầu khí: Chất nhũ hóa dung dịch khoan
- Trong công nghiệp khoáng sản: Làm thuốc tuyển nổi, chất nhũ hóa, chất tạo bọt để làm giàu khoáng sản